# Мандибуларна прогнатија
Мандибуларна прогнатија или мандибуларна прогенија (про- + грч. γνάϑος : вилица) је аномалија изгледа код које су брада и зуби доње вилице померени према напред.   Прогнатија настаје као последица пораста тела доње вилице (мандибуле), рамуса мандибуле или тупог угла доње вилице, при чему су брада, зуби и доња вилица померени према напред.  Ова врста прогнатије кој је најчешћа дисгнатија,  карактерише повећаном дужином тела доње вилице са истакнутом (проминентном) брадом, врло често тупи углом доње вилице и позитивном инцизоном степеницом. Понекад постоји повећање висине подручја браде, као и шиљаста (шпицаста) брада. Може бити праћен отвореним загрижајем  или латерогнатијом. У већини случајева постоји хипоплазија средње трећине лица. 
Мандибуларна прогнатија  захтева хируршко лечење, са једне стране због своје видљивости деформитета, а са друге  због мале могућности ортодонтског лечења.  

## Патофизиологија
Положај горње и доње вилице може бити измењен у односу на физиолошки и према врсти деформитета може бити:
- максиларни дисгнатизам (избоченост горње вилице),
- мандибуларни дизгнатизам, која се назива и мадибуларна прогенија или прогнација (избоченост доње вилице), или
- бимаксиларни дисгнатизам  (иизбоченост обе вилице).[2]

Патолошки мандибуларна прогнација или прогнатизам је потенцијално деформишући генетски поремећај у коме доња вилица прерасте горњу, што доводи до проширења браде и унакрсног загрижаја. И код људи и код животиња, и код људи он може бити резултат парење у блиском сродству. 

Код људи мандибуларна прогнација резултује стањем које се понекад назива  фењераста вилица, наводно изведена из рожних лампиона из 15. века, који су имали удубљене странице. Овакве особине често су преувеличене укрштањем, а могу се наћи у одређеним породицама. Иако је чешћи него што се цени, најпознатији историјски пример је „хабзбуршка вилица“, или хабзбуршка или аустријска усна, због своје распрострањености међу члановима динстије Хабсбург, што се може пратити на њиховим портретима. Процес мапирања портрета пружио је алате за генетичаре и анализу родослова; већина случајева се сматра полигеним, али један број истраживача верује да се ова особина преноси аутосомно рецесивним наследством. 
- Портрети различитих Хабсбурговаца који су патили од тешког мандибуларног прогнатизма, па отуда потиче и назив хабсбуршка вилица
- Maximiliano I da Alemanha. Pintura de Albrecht Dürer
- Maximiliano I (à esquerda) com a sua família; ao seu lado, o filho Filipe I de Espanha; o jovem de sexo masculino em primeiro plano é o futuro Carlos V; nos três, é visível a anormal protuberância maxilar que caracterizaria a família.
- Carlos de Habsburgo, o imperador Carlos V da Alemanha e rei Carlos I da Espanha, ainda jovem
- Carlos V. Pintura de Rubens, cópia de um quadro de Ticiano
- Fernando I de Habsburgo, imperador da Alemanha, irmão de Carlos V
- Rudolfo II de Habsburgo, imperador da Alemanha; era neto de Fernando I; a sua mãe era uma filha de Carlos V
- Fernando II de Habsburgo, imperador da Alemanha; era também neto de Fernando I
- Fernando III de Habsburgo, imperador da Alemanha; filho de Fernando II
- Leopoldo I de Habsburgo, imperador da Alemanha; era filho de Fernando III e de Mariana de Espanha, uma filha de Filipe III, e portanto sua prima afastada
- José I de Habsburgo, imperador da Alemanha; era filho de Leopoldo I
- Carlos VI de Habsburgo, imperador da Alemanha; era o segundo filho de Leopoldo I; quando lhe sucedeu a sua filha Maria Teresa, casada com o Duque da Lorena e Grão Duque da Toscânia, Francisco I, cessou a varonia dos Habsburgos, originando-se uma nova casa, a de Habsburgo-Lorena; o filho de ambos, José I de Habsburgo, bem como os seus descentes, já não demonstram o prognatismo do maxiliar tão acentuado
- Filipe II de Espanha e I de Portugal. Pintura de Ticiano.
- Filipe II de Espanha e I de Portugal
- O Infante Don Carlos, filho de Filipe II. Pintura de Velázquez
- Filipe III de Espanha e II de Portugal
- Filipe IV de Espanha e III de Portugal. Pintura de Velázquez, c. 1631-1632
- Filipe IV de Espanha e III de Portugal. Pintura de Velázquez, 1632-1633
- Filipe IV de Espanha e III de Portugal. Pintura de Velázquez, c. 1634-1635
- Filipe IV de Espanha e III de Portugal. Pintura de Velázquez, 1652-1655
- Filipe IV de Espanha e III de Portugal no fim da vida; o prognatismo do maxilar inferior é cada vez mais notório.
- Carlos II de Espanha enquanto jovem. É notória já a sua feição desfigurada, com o célebre maxilar de Habsburgo
- Carlos II de Espanha.
- Carlos II de Espanha já rei. Com o avançar dos anos, acentuou-se o prognatismo mandibular que caracterizou a sua família devido aos casamentos consanguíneos, e que entre outros efeitos adversos haveria de ditar a sua morte sem descendentes, por causar também, entre outras afecções, impotência. Consigo, chegou, ao fim, a dinastia dos Habsburgos na Espanha, sendo substituídos pelos Bourbons.

## Терапија
Индикације за операцију прогенaтије постоје када се:
- оперативним смањивањем доње вилице или померањем доње вилице према назад захватом у пределу рамуса мандибуле, може  постићи добра оклузија (загрижај).
- оперативним захватом код безубих вилица, жели омогучити протетског збрињавања односно постизања бољих односа безубих вилица.

Операција прогнатије се може извршити у пределу:
- тела доње вилице,
- рамуса мандибуле,
- виличног угла,
- браде.
- виличног зглоба - који су се некада доста примењивале, а дана се у циљу корекције прогнатије, више  не примењују.

Захват се изводи у општој ендотрахеалној анестезији. Преоперативно се стављају шине при операцијама у пределу рамуса мандибуле. 
Постоперативно се спроводи чврста интермаксиларна имобилизација коју пацијент носи  4 до 5 недеља, а након тога, се поставља еластична имобилизација која траје 3 до 4 недеље. 
Пошто се операцијом прогнатије отвара коштано ткиво према усној шупљини, у циљу превенције инфекције ординирају се антибиотици који постижу највећу концентрацију у коштаном ткиву.

### Постоперативне компликације
Главне  постоперативне компликације, манифестују се као:
Оштећење  доњег алвеоларног нерва (n. alveolaris inferior)  са поремећајем  сензибилитета који ређе настаје при оперативним захватима у пределу тела доње вилице, него што је то случај код остеотомија у пределу рамуса. 
Пролазни поремећаја сензибилитета, без оштећења доњег алвеоларног нерва 
Рецидиви, који сада не представља неку значајну компликацију, пошто је оперативна техника усавршена, тако да је појава рецидива ретка. Према Келеу  разликују се: 
- рани рецидив - који настаје непосредно након оперативног захвата и
- касни рецидив - који је условљен вучом мишића.

## Компликације
Главне дугорочне компликације које ремете нормалнан живот пацијента са мандибуларном прогнатијом су:
- потешкоће при грицкању и жвакању (и накнадни проблеми са желуцем због недовољног жвакања чврсте хране)
- отежано гутање;
- функционални поремећај темпоромандибуларног зглоба (са болом при отварању уста и крцкањем при жвакању);
- траума меког непца са доњим секутићима;
- хипертоничност жвакаћег мишића и  бруксизам;
- повећано стварање  зубног каменца;
- повећано брисање задњих кутњака и њихово погоршање;
- проблеми са артикулацијом и дикцијом.